# 阿部玲子 (土木工学者)
阿部玲子（あべ　れいこ、1963年8月 - ）は、日本の土木工学者。山口県出身。トンネル掘削エンジニア。
オリエンタルコンサルタンツグローバルインド現地法人取締役社長。工学博士。

## 略歴・人物
1963年生まれ。山口県下松市出身。山口大学工学部建設工学科卒業。1989年、神戸大学大学院工学研究科土木工学専攻修了。株式会社鴻池組に入社。
1995年からノルウェー工科大学（現・ノルウェー科学技術大学）大学院に留学。その後、台湾高速鉄道（台湾新幹線）トンネル工事を担当。
2004年にパシフィックコンサルタンツインターナショナル（後にオリエンタルコンサルタンツグローバルに業務移譲）へ移る。
2007年からインドの首都ニューデリーなどの地下鉄建設工事に従事。
2014年、山口大学大学院で博士号を取得。

## 書籍
- 『マダム、これが俺たちのメトロだ! (インドで地下鉄整備に挑む女性土木技術者の奮闘記)』（2018年3月,佐伯印刷出版事業部）[1]

## 受賞歴
- 日経ウーマン「ウーマン・オブ・ザ・イヤー2013」リーダー部門を受賞 [2]